# 曼塞里切區
曼塞里切區（西班牙語：Distrito de Manseriche），是秘魯的一個區，位於該國東北部洛雷託大區的達特姆德爾馬拉尼翁省，始建於1943年7月2日，面積3,493.77平方公里，海拔高度120米，2005年人口7,773，人口密度每平方公里2.2人。